# Sunshine Reggae
Sunshine Reggae è un singolo del duo danese Laid Back, pubblicato nel 1983 come primo estratto dal secondo album in studio Keep Smiling.
Il brano è stato scritto da Tim Stahl e John Guldberg, prodotto dagli stessi Laid Back e pubblicato in diverse edizioni dalle etichette discografiche Metronome e Atlas.
Ha raggiunto un ottimo successo commerciale in Austria e Germania, dove ha raggiunto la vetta della classifica dei singoli, ma anche in Paesi Bassi, Belgio, Svizzera e Italia, dove il brano è noto per essere stato utilizzato in colonne sonore di film, come Vacanze di Natale e Natale in crociera, oltre che di fiction, come Romanzo criminale - La serie.

## Tracce
7" Single (Metronome 813 872-7 ME [de])
1. Sunshine Reggae – 4:08
2. White Horse – 3:51

7" Single (Atlas AT 124 [it])
1. Sunshine Reggae – 4:08
2. High Society Girl – 3:33

## Classifiche
| Classifica (1983) | Posizione raggiunta |
| ----------------- | ------------------- |
| Austria           | 1                   |
| Germania          | 1                   |
| Italia            | 3                   |
| Paesi Bassi       | 4                   |
| Belgio (Fiandre)  | 4                   |
| Svizzera          | 9                   |